# アンディ・コミュー
アンディ・コミュー（Andy Comeau, 1970年10月19日 - ）は、アメリカ合衆国出身の俳優である。

## 出演作品

### テレビ
- しあわせの処方箋
- NIP/TUCK ハリウッド整形外科医
- プライベート・プラクティス
- ザ・プロテクター/狙われる証人たち
- コールドケース6
- ゴースト 〜天国からのささやき
- Dr.HOUSE（ブレナン）
- HUFF〜ドクターは中年症候群（テディ・ハフストッド）
- クリミナル・マインド FBI行動分析課
- CSI:ニューヨーク
- CSI:科学捜査班
- ふたりは最高! ダーマ&グレッグ

### 映画
- バイオウルフ
- 援助交際ハイスクール
- バニシング・エアー
- バーチャル・ウォーズ3